# Panuphol Pittayarat
Panuphol Pittayarat (4 februari 1993) is een golfer uit Thailand. Hij woont in Bangkok.
Op 14-jarige leeftijd werd Pittayarat in 2007 professional; hij speelt sinds 2011 op de Asian Tour. 
In 2011 eindigde hij op de 2de plaats van de Worldwide Holdings Selangor Masters (achter Joonas Granberg). In 2012 miste hij de play-off bij het Hero Indian Open door een bogey op zijn laatste hole te maken, waarna Thaworn Wiratchant het toernooi won. De rest van het jaar had hij last van een rugblessure.
Zijn laagste ronde was een 63 tijdens de eerste ronde van The Championship at Laguna National op 1 mei 2014.
Op 26 oktober 2017 won Pittayarat het Indonesia Open en op 16 juli 2018 de Thailand Open.